# Josef Hejret
Josef Hejret (25. listopadu 1897 Plzeň – 25. říjen 1951 Praha) byl československý diplomat a velvyslanec.
Vystudoval plzeňskou reálku a následně filozofickou fakultu pražské univerzity se zaměřením na moderní filologii. Po roce 1918 absolvoval kurzy pro konzulární a diplomatickou službu na PrF UK.
V letech 1931-1933 pracoval jako tiskový atašé ve Vídni a následně v letech 1935-1939 byl tiskovým pracovníkem vyslanectví ČSR ve Varšavě. Během 2. světové války působil na Ministerstvu zahraničních věcí v Londýně, kde se stal šéfredaktorem vládního časopisu Čechoslovák. Po válce od 18. května 1945 působil nejdříve jako československý vyslanec a poté jako velvyslanec v Polsku. Svoji misi ukončil krátce po únorovém komunistickém převratu v červnu 1948. Po návratu pracoval v tiskové sekci Ministerstva zahraničních věcí.

## Dílo
Josef Hejret je mj. autorem publikace "Češi a slovanstvo", vydané Československým výborem pro slovanskou vzájemnost v Londýně 1944